# Дудка Володимир Володимирович
Володи́мир Володи́мирович Ду́дка (народився 21 березня 1972 року в м. Полтава) — український політик. Колишній народний депутат України 7 скликання від Партії регіонів, член депутатської групи «Суверенна європейська Україна», голова підкомітету з питань законодавчого забезпечення запровадження обов'язкового медичного страхування Комітету Верховної Ради України з питань охорони здоров'я, голова Всеукраїнської громадської організації "Український фонд "Здоров'я"

## Освіта
1994 року із відзнакою закінчив юридичний факультет Київського національного університету ім. Т. Г. Шевченка.
2001 року закінчив Міжнародний інститут менеджменту за спеціальністю міжнародна економіка.
Над дисертацією кандидата наук з державного управління працював на кафедрі управління охороною суспільного здоров'я Національної академії державного управління при Президенті України. У 2014 році отримав вчений ступінь кандидата наук з державного управління[джерело?].

## Трудова діяльність
Свій трудовий шлях присвятив фармації. У 1993 році став співзасновником компанії «Альба Україна», що спеціалізується на дистрибуції й митно-ліцензійних послугах на фармацевтичному ринку. Після обрання народним депутатом України у 2012 році звільнився з посади комерційного директора компанії «Альба Україна» та вийшов зі складу наглядової ради компанії.
У 2008 році — президент Асоціації фармацевтичних дистрибуторів "ФАРМУКРАЇНА".

## Громадська діяльність
З березня 2008 року по травень 2010 року обіймав посаду Президента асоціації фармацевтичних дистрибуторів «ФАРМУКРАЇНА».
Голова Українського фонду «Здоров'я».
Член Ради Всеукраїнської громадської організації «Реформаторський клуб, керівник комітету з медицини.

## Політична діяльність
Депутат Київської обласної ради VI скликання; секретар комісії з питань охорони здоров'я, материнства та дитинства.
З березня 2010 року по березень 2012 року — член партії «Сильна Україна».
З березня 2012 року — лютий 2014 року — член Партії Регіонів.
Один із 148 депутатів Верховної Ради України, які підписали звернення до Сейму Республіки Польща з проханням визнати геноцидом поляків події національно-визвольної війни України 1942–1944 років. Цей крок перший Президент України Леонід Кравчук кваліфікував як національну зраду.
З лютого 2014 року — член депутатської групи «Суверенна європейська Україна», позапартійний.

## Відзнаки і нагороди
Почесна грамота Кабінету Міністрів України
Почесна грамота Міністерства охорони здоров'я України

## Особисте життя та захоплення
У шлюбі 20 років. Разом із дружиною Наталею виховує доньку та сина.
Захоплюється спортом та активним туризмом. Зі школи захоплюється фотографією. Любить подорожувати. Серед хобі присадибне виноградарство.